# La fuga del Rojo
La fuga del Rojo es una película mexicana de acción estrenada en 1985 dirigida por Alfredo Gurrola. Esta protagonizada por Mario Almada, Patricia Rivera y Carmen del Valle.

## Trama
Un grupo de guerrilleros sudamericanos disfrazados de enfermeros en una ambulancia ayudan al especialista en abrir cajas de seguridad. A cambio quiere que él los auxilie a robar una poderosa empresa. Con el botín comprarán armas para su causa. El Rojo lo hace y el policía mexicano Morán es comisionado para atraparlo. Adriana, la esposa del Rojo, se niega a colaborar con la policía pero busca por su cuenta al fugitivo. La guerrillera Carmen y el Rojo vuela a Centroamérica fingiéndose fotógrafos. Compran las armas y van a uno de los campamentos guerrilleros a esperar el cargamento. La policía apresa al profesor y otros guerrilleros. El ejército descubre la operación y mata a casi todos los rebeldes y a Carmen, que se había enamorado del Rojo. A él lo captura Morán y mata a dos militares para entregarlo en México, pero el Rojo lo sorprende y huye a la montaña. La película continúa en La venganza del Rojo.

## Reparto
- Mario Almada como Elpidio Rojas: «El Rojo»
- Patricia Rivera como Carmen
- Carmen del Valle como Adriana
- Noé Murayama como Teniente Moran
- Mario Cid como Pacheco
- Alejandro Parodi como Profesor
- Jorge Reynoso como Coronel
- Carlos González como Max
- Roberto Rosales como «Chino»
- Jorge Patiño como Gordo Ramos
- Roger Cudney como Callahan
- César Sobrevals como Policía
- Carlos Vendrell como Policía
- Reyes Bercini como Toribio
- George Belanger como Empresario
- Germán Eslava como Jesús
- Amado Zumaya como Médico
- Roberto Cabrera como Policía
- José Luis Olivares como Guerrillero
- Guadalupe Pineda como Cantante guerrillera

## Canciones
- «Red Action Wheels», escrita e interpretada por Jack Mayborn.
- «Test Pattern», escrita e interpretada por Jack Mayborn.
- «Skinny Dip», interpretada por Roger Webb.